# Petite-Forêt
Petite-Forêt – miejscowość i gmina we Francji, w regionie Hauts-de-France, w departamencie Nord.
Według danych na rok 1990 gminę zamieszkiwały 5293 osoby, a gęstość zaludnienia wynosiła 1163 osób/km² (wśród 1549 gmin regionu Nord-Pas-de-Calais Petite-Forêt plasuje się na 169. miejscu pod względem liczby ludności, natomiast pod względem powierzchni na miejscu 720.).